# Sober platlijfje
Het sober platlijfje (Depressaria discipunctella) is een vlinder uit de familie van de grasmineermotten (Elachistidae). De wetenschappelijke naam werd in 1854 gepubliceerd door Herrich-Schäffer.
De soort komt voor in Europa.